# 奥古斯特·霍希
奥古斯特·霍希（德語： 1868年10月12日—1951年2月3日）是德國工程師和汽車發明先驅，他所創立的公司最終成為了汽車製造大廠：奧迪（Audi AG）。

## 開端

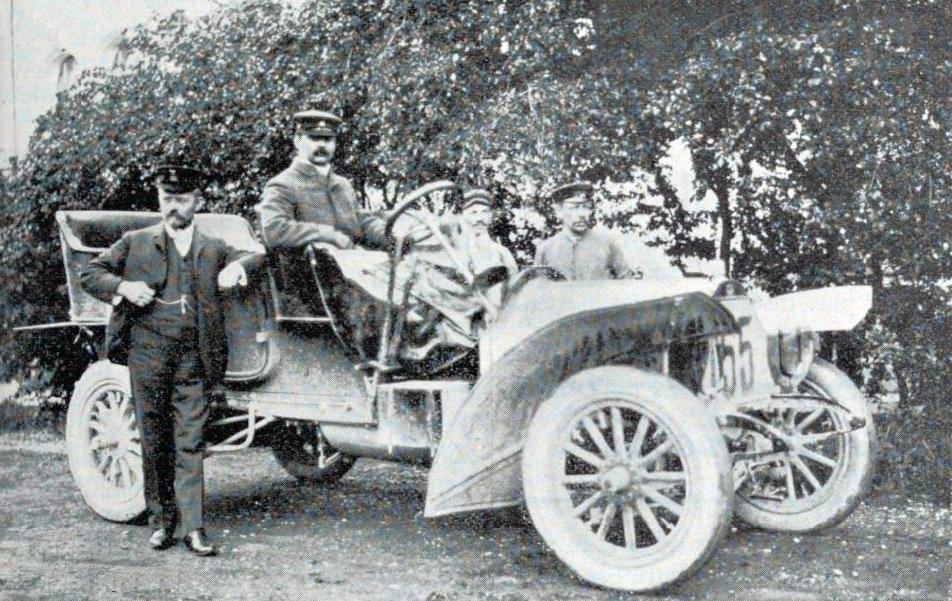
1906年的 Horch 車款，魯道夫·斯托斯（Rudolf Stoess）博士駕駛它在 Herkomer Trial 比賽中贏得勝利。

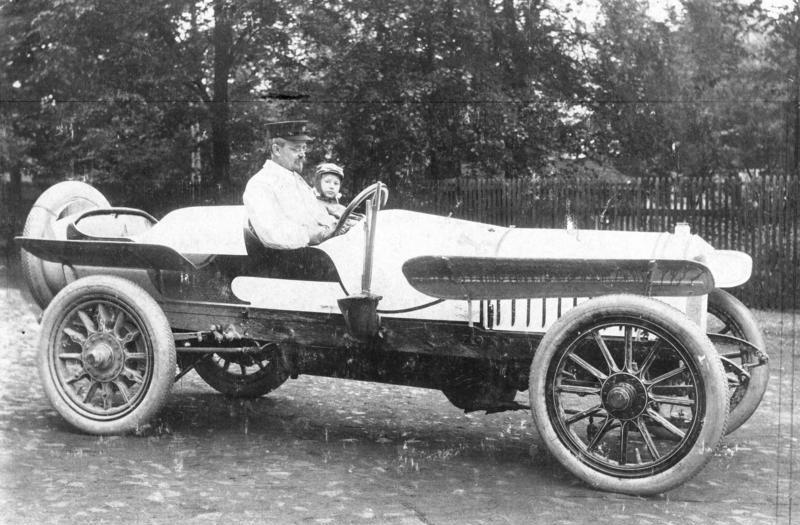
1908年奥古斯特·霍希乘坐於一輛Horch汽車中。

霍希出生於德國萊茵省溫寧根。他最初的職業是鐵匠，然後在 Hochschule Mittweida（密特威達技術學院）接受了教育。在獲得工程學學位後，他曾從事造船業。霍希從1896年開始為賓士汽車創辦人卡爾·賓士工作，然後在1899年11月他在德國科隆創立了自己的汽車廠牌 A. Horch & Co.。

## 生產製造

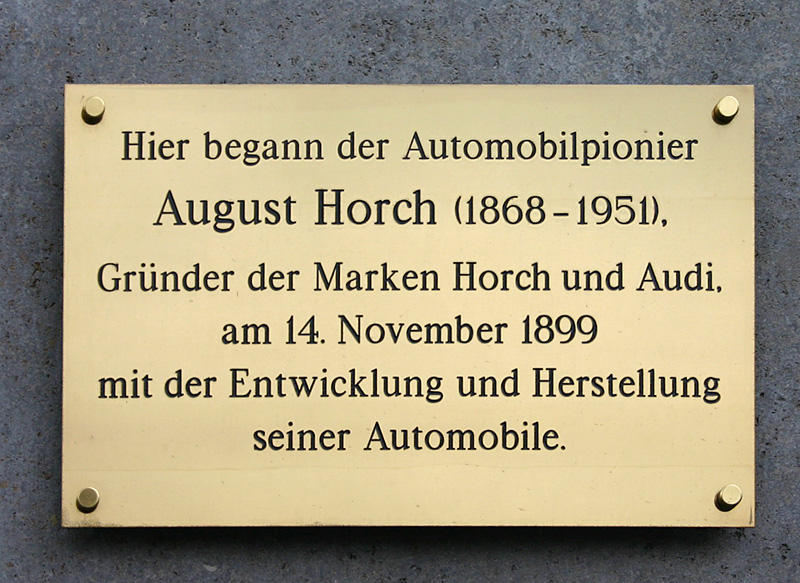
德國科隆的紀念牌

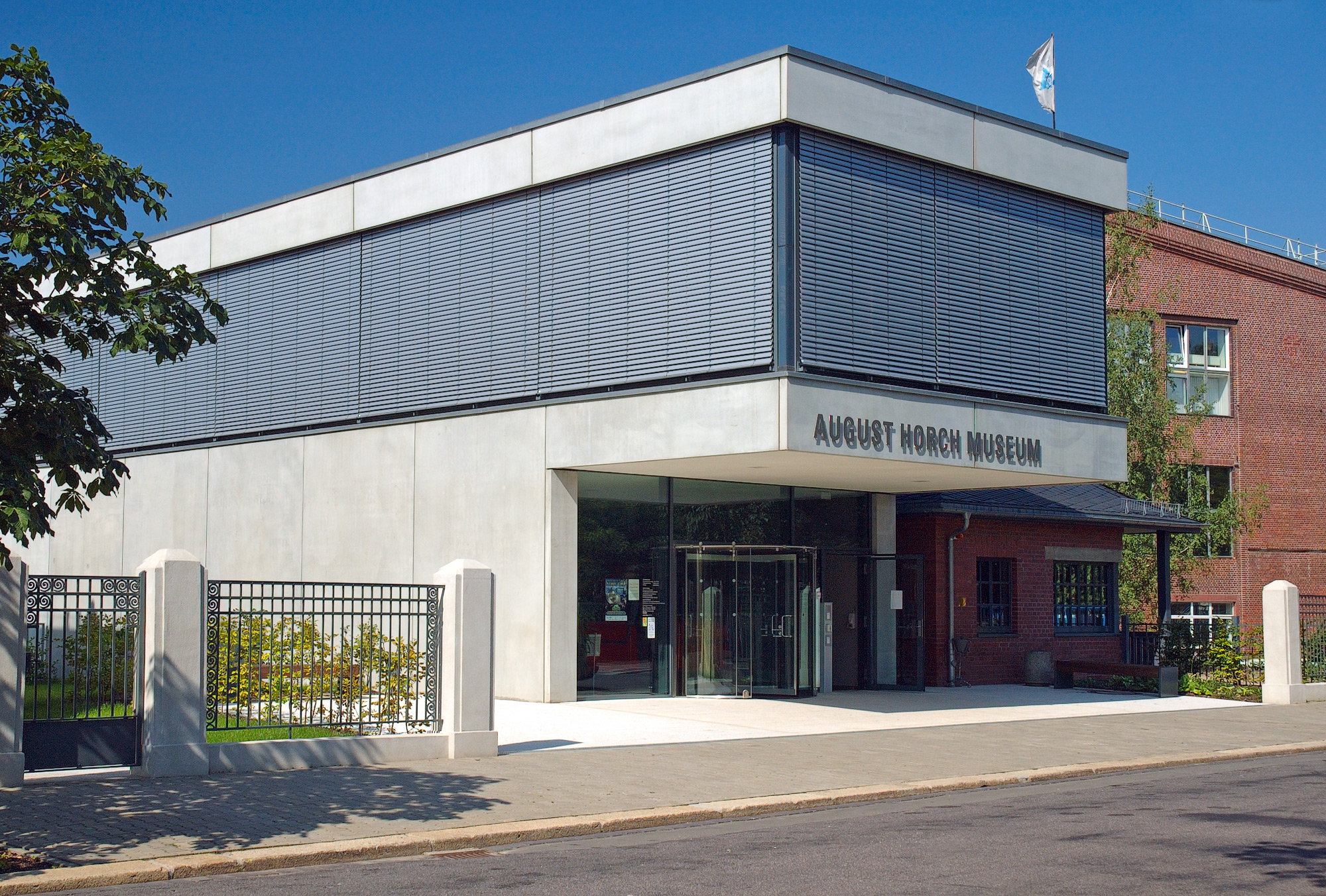
位在茨維考的奧古斯特霍希博物館

第一輛霍希汽車於1901年正式出廠。該公司於分別於1902年遷廠至福格特蘭地區賴興巴赫和1904年遷至茨維考。霍希於1909年因為一次嚴重糾紛而離開了公司，並在茨維考成立了另一家競爭公司。他的新公司最初命名為 Horch Automobil-Werke GmbH，但法院裁定 Horch 品牌名稱是霍希的前合夥人公司的註冊商標，霍希不再有權使用它，所以在這場法律訴訟之後，他決定成立另一家汽車公司。霍希（Horch）於1910年將他的新公司命名為奧迪汽車有限公司（Audi Automobilwerke GmbH），奧迪是霍希的拉丁語。

## 離開奧迪
霍希於1920年第一次世界大戰結束後離開了奧迪，前往柏林，並任職於一些不同的工作。他於1937年出版了他的自傳《I Built Cars（Ich Baute Autos）》。後來他還曾在汽車聯盟（Auto Union）的董事會擔任董事，汽車聯盟後來也發展成為了現代的奧迪（Audi AG）。他是茨維考的榮譽公民，在茨維考和他的出生地溫寧根都有一條以他創立的奧迪汽車命名的街道。他也曾經在布倫瑞克工業大學擔任榮譽教授一職。

## 外部連結
- 有关奥古斯特·霍希在德国经济学中央图书馆（ZBW）20世纪新闻档案中的剪报。